# Fabronia claviramea
Fabronia claviramea là một loài Rêu trong họ Fabroniaceae. Loài này được Broth. mô tả khoa học đầu tiên năm 1910.